# Васильев, Константин Алексеевич
Константи́н Алексе́евич Васи́льев (3 сентября 1942, Майкоп, Адыгейская автономная область — 29 октября 1976, Васильево, Татарская АССР) — советский художник, известный своими работами на былинно-мифологические темы.

## Биография

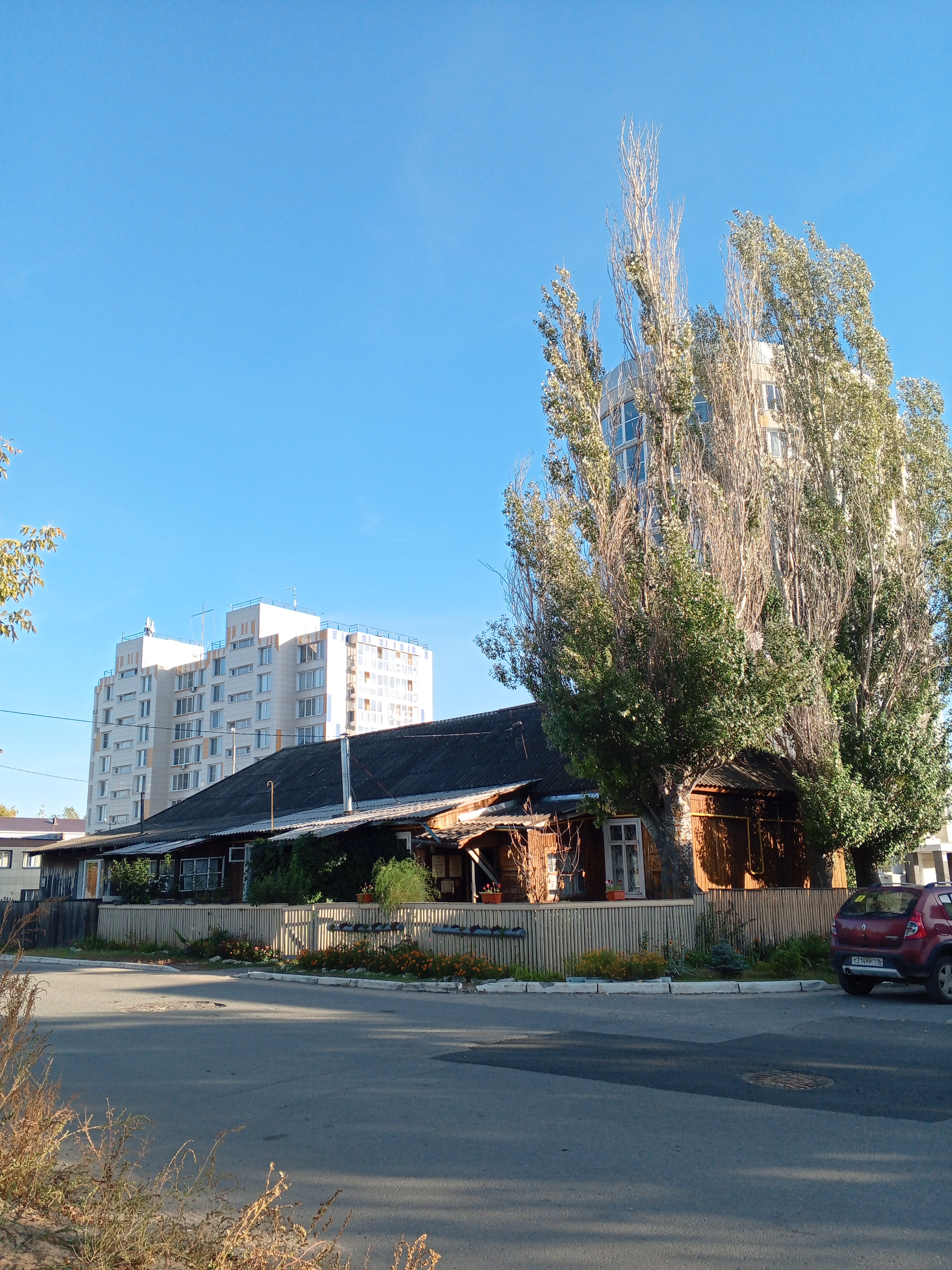
Дом в посёлке Васильево, в котором с 1956 по 1976 годы проживала семья Васильевых (ныне музей)

Родился в Майкопе (Адыгейская АО) во время немецкой оккупации города. Отец художника, Алексей Алексеевич Васильев, был главным инженером одного из заводов, а во время войны — активным участником партизанского движения. Мать, Клавдия Пармёновна Шишкина, не успела эвакуироваться. Несколько месяцев она оставалась с ребёнком одна. До войны родители Константина Васильева работали на одном из крупных заводов города, а в 1943 году, после освобождения Майкопа, Алексею Васильеву доверили его восстановление. После окончания войны семья переехала в Краснодар. Там Константин Васильев пошёл в детский сад при станкостроительном заводе, где его отец работал начальником производства. Жить Васильевым пришлось прямо в цехе — город был разрушен, квартир для работников не хватало. В 1946 году в семье появился второй ребёнок — дочь Валентина. Отец решил, что детям вредно расти на заводе. Он написал прошение в министерство промышленности с просьбой перевести его в другой город, и вскоре семья переехала в посёлок Васильево под Казанью. С 1949 года семья жила в посёлке Васильево. Мальчик много болел — родители часто возили его в санатории и оставляли с дедушкой, Парменом Шишкиным, чтобы он больше времени проводил на природе.
Воспитанием детей (Константина и его двух сестёр) занималась мать, Клавдия Пармёновна, которая собрала дома хорошую библиотеку и познакомила детей с шедеврами мировой культуры и искусства.
С детства Константин Васильев много читал. Он обожал сказки и былины, а более всего любил «Сказание о трех богатырях». Много времени Васильев уделял рисованию. Работы мальчика выделяли  ещё в детском саду, а в школе он уже умел точно копировать картины известных художников. Родители решили, что такие способности надо развивать, однако в посёлке Васильево не было художественной школы. В 11 лет он прошёл конкурс и был зачислен в Московскую среднюю художественную школу-интернат при Московском государственном художественном институте имени В. И. Сурикова. В интернате он учился блестяще. Часто ходил в Третьяковскую галерею и Пушкинский музей, коллекционировал репродукции, интересовался творчеством старых мастеров. Вскоре начинающего художника начала тяготить учёба. От воспитанников в ней требовали строгого соответствия академическому стилю, а Васильев увлекся сюрреализмом и абстракционизмом. В 1957 году перевёлся в Казанское художественное училище (1957—1961), которое окончил с отличием, получив специальность театрального декоратора. Его дипломной работой были эскизы к пьесе-сказке А. Н. Островского «Снегурочка».
Работал учителем рисования и черчения в средней школе, художником-оформителем. Творческое наследие Васильева обширно: картины, графика, этюды, иллюстрации, эскизы росписи церкви в Омске. Произведения начала 1960-х годов отмечены влиянием сюрреализма и абстрактного экспрессионизма («Струна», 1963; «Абстрактные композиции», 1963).
В конце 1960-х годов отказался от формалистических поисков, работал в реалистической манере.
Путь Васильева к известности началось со связей с деятелями из круга «Вече» — самиздатского журнала русских националистов, представившими его картины участникам националистической «русской партии», таким как Илья Глазунов, Юрий Мелентьев и др.
Васильев обращался к народному искусству: русским песням, былинам, сказкам, скандинавским и ирландским сагам, к «эддической поэзии». Создал произведения на мифологические сюжеты, героические темы славянского и скандинавского эпосов, о Великой Отечественной войне («Маршал Жуков», «Нашествие», «Парад сорок первого», «Тоска по Родине», 1972—1975).
Работал также в жанре пейзажа и портрета («Лебеди», 1967; «Северный орёл», 1969; «У колодца», 1973; «Ожидание», 1976; «Человек с филином», 1976). Автор графической серии портретов композиторов и музыкантов: «Шостакович» (1961), «Бетховен» (1962), «Скрябин» (1962), «Римский-Корсаков» (1962) и других; графического цикла к опере Р. Вагнера «Кольцо Нибелунгов» (1970-е годы).
Участник республиканской выставки «Художники-сатирики Казани» (Москва, 1963), выставок в Зеленодольске и Казани (1968-76). В 1980—1990-е годы состоялся ряд персональных выставок Васильева во многих городах России, а также в Болгарии, Югославии, Испании. Открыты Мемориальный музей в пгт. Васильево (1996), Картинная галерея в Казани (1996) и Музей Константина Васильева в Москве, в Лианозовском парке (1998). Премия комсомола Татарии имени Мусы Джалиля за цикл картин о Великой Отечественной войне (в 1988).
29 октября 1976 года Константин Васильев погиб — был сбит вместе с другом на железнодорожном переезде проходящим поездом. Похоронен в посёлке Васильево в берёзовой роще, в лесу, где он любил бывать. В дальнейшем пропагандой его творчества занимался ряд сторонников «русской партии».

## Творчество
Сначала писал в жанрах абстракционизма и сюрреализма. Затем, после кризиса, пережитого им в 1968—1969 годах, сменил манеру живописи, заинтересовался искусством нацистской Германии, творчеством Фридриха Ницше и Рихарда Вагнера, развивал «арийские» идеи в живописи. В работах Васильева сочетались «арийские» языческие традиции и пафос норманнских и славянских дохристианских саг и былин. Ему были знакомы и основные «арийские» мифы.
Васильев разделял культ сильной личности, образы сверхчеловека и «арийского прошлого», «суровых северных богов», которые он пытался адаптировать к «изначальной Руси». Его эпические полотна наполнены воинственным духом и исполинской силой.
Картины Васильева сопоставлялись с обращением европейских националистов к «арийскому» духу, к индоевропейским мифологическим верованиям. Историк Л. С. Клейн писал, что раннее творчество Васильева в журнале «Вече» содержит заимствования из вагнеровского германизма.

### Героика эпоса
Источником вдохновения для Васильева стали исландские саги. Он тщательно изучал их, делая пометки, из которых следовало, что основное внимание Васильева привлекали так называемые родовые саги, своего рода описание жизни замечательных исландцев IX—XI веков. Его привлекала мистика судеб: герои саг, как правило, погибали, чему предшествовали вещие сны и предзнаменования. Сила духа этих людей, ожидание гибели и готовность к ней стали темой, которую художник стал отображать.
В это же время Васильев познакомился с творчеством Рихарда Вагнера и специально изучил немецкий язык, чтобы понимать тексты его опер. Работая над картинами цикла «Кольцо Нибелунгов», Константин напевал арии Зигфрида, настраиваясь тем самым на нужную волну. Эта серия — собственное осмысление нравственной тематики эпоса Вагнера, а не просто иллюстрации к нему. Завершение графического цикла стало четырёхметровое полотно «Валькирия над сражённым Зигфридом», посвящённое опере «Гибель богов». В ней Васильев не соглашается с вагнеровской трактовкой трагедии, когда герой становится жертвой страшной силы золота: его валькирия, как видение, спускается к Зигфриду на белом коне, призывая его подняться и возвратиться к подвигам.

### Батальная живопись
В поисках героики в живописи Васильев не мог обойти тему борьбы советского народа с нацизмом. Его полотно «Парад 41-го» представляет это событие с необычного ракурса: взгляд направлен от Собора Василия Блаженного, поверх нарочито увеличенного Памятника Минину и Пожарскому. Это задаёт контрапункт между узнаванием картины знаменитого парада, с которого началась битва под Москвой, и символом народного сопротивления захватчикам. Парную к этой картину «Нашествие» Васильев сначала замышлял как батальную сцену борьбы тевтонов со славянами, однако после ряда переделок склонился к двум символам: мимо разрушенного остова Успенского собора Киево-Печерской лавры змеёй движется железная колонна завоевателей.
Затем художник воплощает в живописи два шедевра русской военной музыки: «Прощание славянки» и «Тоска по родине». Всегда ограниченный в средствах, на сей раз он выбирает крупную форму: каждая картина имеет длину до 2 метров. «Прощание славянки» художник намеревался переписать, для чего положил картину отмокать, из-за чего холст пострадал, так как был извлечён из воды уже после гибели Васильева.
Портрет маршала Г. К. Жукова замышлялся как начало серии образов великих военачальников, и выполнен в нарочито парадной манере. «Зная, что на эту традицию навешен ярлык „высокопарного духа“, что она обругана и всячески уязвлена, Константин не побоялся перешагнуть запретный рубеж», — пишет исследователь творчества Васильева А. И. Доронин. Легендарный маршал попирает ногами штандарты и знамёна поверженного врага, его шинель на плечах подобна крыльям, вознёсшим его к славе, а за его спиной видны руины разрушенного, но не поверженного Сталинграда, за которыми пылает огонь возмездия.

### Свечи и светочи
К теме русской судьбы Васильев обратился ещё в конце 1960-х годов, работая над образами «Слова о полку Игореве». Завершающим философским аккордом этой темы стала картина «Человек с филином», завершённая за несколько дней до гибели художника. В этой картине излюбленный предмет Васильева, свеча, превращается в символ-светоч, в облике старца он представляет мудрость человеческого опыта; своими корнями он словно врос в землю, а головой соединяется с небесами. В руке он держит сгорающий свиток с начертанным на нём псевдонимом художника «Константин Великоросс» и датой, ставшей годом его смерти: 1976. Из пламени и пепла пробивается росток дуба, изображённый наподобие нанизанных друг на друга цветков трилистника, символа мудрости и просвещения. Над ростком горит светоч, символ негасимого горения души. Над седой головой старик держит плеть, а на его рукавице восседает филин, чьё всевидящее око завершает движение вверх, к небу и космосу. Филин — птица, для которой не существует тайн.
Завершив «Человека с филином», Васильев сказал пришедшим навестить его другу и матери: «Я теперь понял, что надо писать и как надо писать». Через несколько дней его жизнь оборвалась.
Начатое Васильевым творческое направление в искусстве перекликается с пророчеством известного критика начала XX века Сергея Дурылина: «Единственный путь освобождения от тирании упадка в искусстве есть путь символизма как художественного метода, мифотворчества как плоти искусства».

## Память
Большая слава пришла к художнику через десятилетия после его безвременной смерти. В Казани в 1996 году была открыта его галерея, 26 июня 2013 года преобразованная в музей.

### Музей в Москве

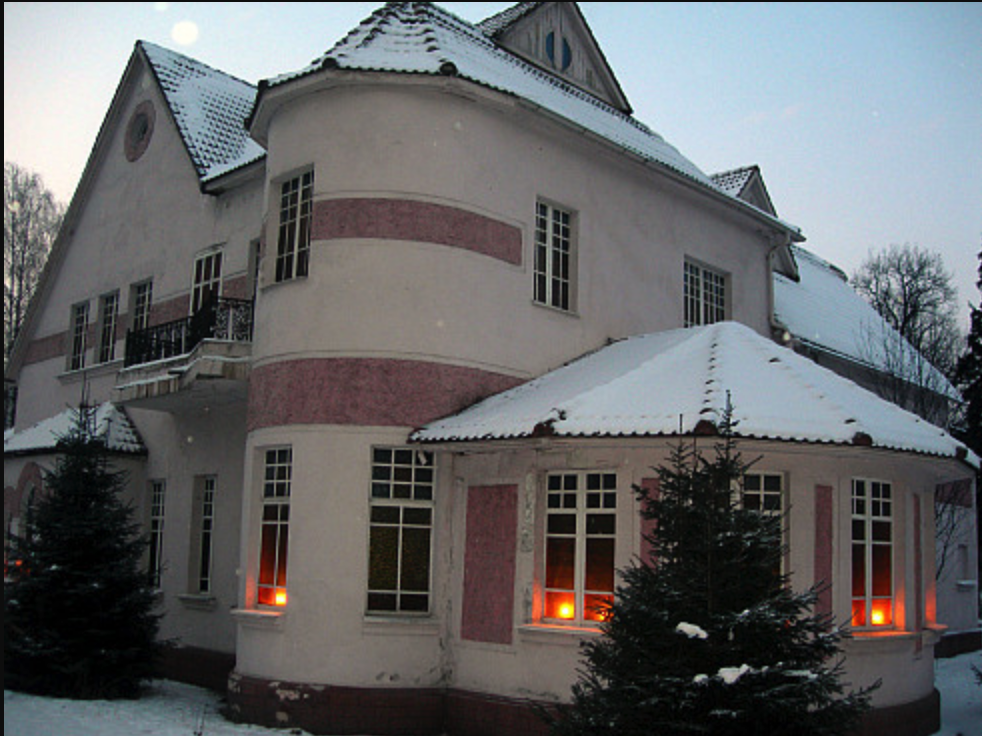
Музей Константина Васильева Москве на Череповецкой улице

- Музей Константина Васильева расположен на севере Москвы недалеко от станции метро Алтуфьево. Учреждён в 1998 году по инициативе членов «Клуба любителей живописи Константина Васильева».

### Музей в Казани
Галерея Васильева работала в частных помещениях с 1996 года, однако в 2011 году владельцы расторгли договор, и коллекция осталась без дома. Друзья художника и сотрудники музея обратились за поддержкой к деятелям культуры Татарстана, чтобы ходатайствовать перед руководством города и республики о предоставлении общественного помещения для музея. Идея была принята положительно: председатель правления Союза художников РТ Зуфар Гимаев подтвердил, что Казань и в России и за рубежом известна как город, где жил и творил художник Константин Васильев, а председатель Союза композиторов РТ Рашид Калимуллин предложил считать имя Константина Васильева брендом Казани, как имена Шаляпина и Нуриева. За создание музея высказались в Союзе писателей, Союзе архитекторов РТ, в Обществе русской культуры, обществах белорусской, украинской, славянской культуры и т. д. Наконец, мэр Казани Ильсур Метшин принял решение подобрать музею К. Васильева подходящее помещение, которое было найдено в самом центре города, на пешеходной улице Баумана, на пересечении с ул. Астрономической — дореволюционный дом Петцольда. После реконструкции, длившейся 2 года, внутри здания был создан современно оборудованный музей, в котором собрано 90 % произведений художника: к казанской части коллекции картин и графики добавилась московская, принадлежащая сестре художника Валентине Алексеевне Васильевой.
В музее создана мемориальная комната Константина Васильева, где помещены предметы обстановки, которые он использовал, мольберт, кисти. Под стеклом витрины лежит собственноручно написанное художником заявление современникам и потомкам: «Если мои картины не нужны Отечеству, то всё моё творчество следует признать неудавшимся».

### Другие знаки памяти
- Музей Константина Васильева в посёлке Васильево[12]
- Малая планета (3930) Васильев, открытая в 1982 году, названа в честь художника.
- Улица К. А. Васильева в городе Майкоп.
- Улица К. Васильева в микрорайоне Павельцево города Долгопрудный

## В неоязычестве
Васильев работал в узком кругу единомышленников-провинциалов, но его творчество сыграло существенную роль, оживив абстрактные идеи теоретиков русского неоязычества.
Работы Васильева пользуются популярностью в среде русского неоязычества. Так, среди иллюстраций к книге «Десионизация» одного из основателей русского неоязычества Валерия Емельянова были репродукции картин Васильева на тему борьбу русских богатырей со злыми силами, в частности, картина, подписанная в данном издании как «Илья Муромец побеждает христианскую чуму».
Репродукции картин Васильева размещались в храме «Капище Веды Перуна» неоязыческого движения инглиизма и представлены в изданиях «Славяно-арийские веды», излагающих учение инглиизма.

## Некоторые работы
- «Валькирия над сражённым Зигфридом»
- «Марш „Прощание славянки“»
- «Марш „Тоска по Родине“»
- «Вотан» («Один», 1969)
- «Один с волками», (22.06.1969)
- «У чужого окна», 1973
- «Нечаянная встреча»
- «Гуси-лебеди», 1967
- «Плач Ярославны»
- «Осень», 1973
- «Лесная сказка», 1973
- «Владыка лесов», 1970
- «Рождение Дуная», 1974
- «Рождение Дуная» (эскиз)
- «Огненный меч», 1974
- «Вольга Святославич», 1970
- «Бой Пересвета с Челубеем», 1974
- «Садко на дощечке кипарисовой», 1974
- «Садко и Владыка морской», 1974
- «Илья Муромец освобождает узников», 1974
- «Бой со змеем», 1974
- «Витязь», 1970
- «Илья Муромец и голь кабацкая»,1974
- «Авдотья-Рязаночка», 1974
- «Гадание»
- «Старец»
- «Старообрядец»
- «Северная легенда»
- «Портрет Лены Асеевой»
- «Портрет сестры Людмилы»
- «Над Волгой» (1970)
- «Отечество»
- «Горят пожары»
- «Свияжск» (1964)
- «Свентовит»
- «Достоевский, Фёдор Михайлович» (Масло)
- «Маршал Жуков» (1974, холст, масло)[14]
- «Русалка»
- «Лесная готика»
- «Дар Святогора» (1974, картон, пастель)
- «Вольга и Микула» (1974)
- «Вознесение» (1963)
- «Андрей Первозванный» (1964)
- «Апостол» (1963)
- «Струна», 1963
- «Илья Муромец Сердится»
- «Жница» (1966)
- «Евпраксия» (1969)[15]
- «Северный орёл» (1969)
- «Часовня» (1971)[16]
- «Великан» (1975)
- «Ожидание» (1976)
- «Человек с филином» («Велес», 1976)